# Toni Wilkens
Gert Toni Wilkens, född 18 juni 1962 i Husby-Ärlinghundra församling, Uppland, är en svensk skådespelare.
Utöver skådespeleriet driver han också företaget Improvia Interactive som hjälper företag att utvecklas med hjälp av teater.

## Filmografi
- 1986 – Betongmormor
- 1989 – Tape
- 1990 – Gränslots
- 1991 – Aspirations
- 1994 – Pillertrillaren
- 1994 – Sixten
- 1995 – Jeppe på berget
- 1995 – Mitt sanna jag (TV-serie)
- 1995 – Tre Kronor (TV-serie)
- 1996 – Kalle Blomkvist - Mästerdetektiven lever farligt
- 1997 – Nudlar och 08:or (TV-serie)
- 1997 – Skilda världar (TV-serie)
- 1998 – Dråpslag
- 1999 – S:t Mikael (TV-serie)
- 2000 – Jönssonligan spelar högt
- 2003 – Norrmalmstorg
- 2003 – Tusenbröder (TV-serie)

## Teater

### Roller (ej komplett)
| År   | Roll | Produktion                                                       | Regi                    | Teater      |
| ---- | ---- | ---------------------------------------------------------------- | ----------------------- | ----------- |
| 1989 |      | Ett resande teatersällskap August Blanche                        | Elisabeth G. Söderström | Riksteatern |
| 1991 |      | Sköna Helena Jacques Offenbach, Henri Meilhac och Ludovic Halévy | Georg Malvius           | Vasateatern |
| 1993 |      | Buddy – The Buddy Holly Story Alan Janes och Rob Bettinson       | Tony Verner             | Göta Lejon  |